# Конвенция за правата на детето
Конвенцията на Организацията на обединените нации (ООН) за правата на детето е международен договор, който представлява всеобхватен инструмент за правата на човека и първата юридически обвързваща международна конвенция, утвърждаваща човешките права на всички деца. Чрез нея се гарантира международноправна защита при нарушаване на права на детето. Приета е на 20 ноември 1989 година с Резолюция 44/25 от Общото събрание на ООН и е ратифицирана от 196 държави. Конвенцията е в сила в България и съгласно Конституцията е част от вътрешното право на страната от юни 1991 година, два месеца след ратифицирането ѝ с решение на VII велико народно събрание.
В 54 члена Конвенцията определя правата на човека – в т.ч. гражданските, политическите, икономическите, социалните и културните права, които трябва да се спазват и защитават за всяко дете на възраст под осемнадесет години.
На 25 май 2000 г. са приети два незадължителни протокола. Първият факултативен протокол ограничава участието на деца във военни конфликти, а вторият факултативен протокол забранява  търговията с деца, детската проституция и детската порнография. Повече от 170 държави са ратифицирали и двата протокола. Трети незадължителен протокол относно процедурата за подаване на жалби към Комитета по правата на детето е приет през декември 2011 година, открит за подписване на 28 февруари 2012 година и влиза в сила на 14 април 2014 година.
Комитетът на ООН по правата на детето регулярно изготвя доклади относно напредъка на всяка държава в прилагането на принципите на Конвенцията, които може да включват специфични препоръки за всяка страна в областта на закрилата на детето.